# Bund Deutscher Jugend
Der Bund Deutscher Jugend (BDJ) war ein 1950 gegründeter Verband mit strikt antikommunistischer Ausrichtung und teilweise paramilitärischer Organisation in der Bundesrepublik Deutschland. Er wurde von der Regierung der USA als Stay-behind-Organisation für einen potentiellen Angriff der Sowjetunion unterstützt. Anfang 1953 wurden der unter dem Decknamen LCPROWL geführte BDJ und dessen bewaffnete Teilorganisation Technischer Dienst (TD) wegen „Beteiligung an einer Geheimorganisation“ (Partisanenausbildung) als verfassungswidrige Organisation verboten.

## Geschichte
Gegründet wurde der BDJ am 23. Juni 1950 in Frankfurt am Main, das auch der Sitz der Organisation war. Gründer und Chefdenker, später auch Vorsitzender des BDJ war der Arzt und Publizist Paul Lüth (1921–1986).
Im April 1951 wurde der Technische Dienst auf der programmatischen Basis der Partisanenschriften von Paul Lüth als geheime Unterorganisation des BDJ gegründet mit dem Ziel, eine bewaffnete Widerstandsbewegung gegen den Bolschewismus aufzubauen. Dies geschah zu einer Zeit, als es noch keine Bundeswehr gab und im Westen die Angst groß war, dass im Schatten des Koreakrieges die Sowjetunion einen Angriff auf Westeuropa starten könnte.
Der Hintergrund seiner Gründung ist, dass Geheimdienste der USA in den ersten Nachkriegsjahren des Zweiten Weltkrieges in Deutschland und Osteuropa Einheiten aufzustellen suchten, die im Falle eines Angriffs der Sowjetunion auf Westdeutschland oder andere westeuropäische Staaten Widerstand leisten sowie eine kommunistische Regierungsübernahme in diesen verhindern sollten. Die amerikanischen Geheimdienste CIC und CIA nutzten den BDJ als Möglichkeit eines verdeckten Guerilla-Trainings. Viele der Angehörigen des BDJ waren Veteranen der Wehrmacht oder der Waffen-SS.

## Inhaltliches Profil
Die Satzung und das offizielle Programm des BDJ verrieten wenig über die tatsächlichen politischen Ziele. Bewusst waren traditionelle rechtsextreme Denkmuster aus Programmatik und Selbstverständnis herausgehalten worden. Die politischen Leit- und Richtlinien für die Tagespolitik leitete der BDJ aus der 78-seitigen vertraulichen Denkschrift Bürger und Partisan von Paul Lüth ab. Nach Lüth befand sich die Welt seit 1939 „im Abwehrkampf gegen den Totalitarismus“.

„Am Ende soll sich ergeben, dass kein Grund besteht zu fürchten, es könnte Stalin gelingen, was so vielen anderen vor ihm nicht gelang, die doch an Geist und Energie keineswegs unter ihm standen. Widerstand ist immer möglich, und zum Schluss ist noch immer die Diktatur unterlegen“

Lüth zufolge drohte nicht nur ein offener, militärischer Angriff der Sowjetunion auf den Westen, sondern vor allem eine kommunistische Infiltration der westlichen Staaten: „Stalin ist mitten unter uns.“ Widerstandsaktionen seien daher schon in Friedenszeiten erforderlich, um eine Schwächung der Abwehrmöglichkeiten durch Kommunisten und deren Verbündete zu verhindern. In seiner Denkschrift legte sich Paul Lüth auf die konspirative Partisanentätigkeit als bevorzugte Widerstandsform fest und propagierte konspirative Methoden politischer Untergrundtätigkeit. Erörtert wurde in diesem Zusammenhang beispielsweise die Unterwanderung bestehender Parteien.
In einer zweiten Denkschrift Lüths, welche 1951 als „streng vertrauliche Denkschrift“ für die Funktionäre des BDJ erschien, fokussierte er sich auf rein strategische Fragen, auf „die rein technischen Mittel der Abwehr des Bolschewismus“.
Im Kontrast zu der Vorbereitung der Funktionäre von Bürgern zu Partisanen wurde nach außen hin eine andere Sprache und Selbstdarstellung präsentiert. So waren die Zeitschriften des BDJ geprägt vom Selbstverständnis der autonomen Jugendbewegung der 1950er Jahre, welches auf die Vorkriegstraditionen der Bündischen Jugend und des Wandervogels Bezug nahm. Diese Doppelstrategie – Vorbereitungen auf Untergrundarbeit nach innen und Präsentation als Teil der bürgerlichen Jugendbewegung nach außen – war nur möglich aufgrund der straffen hierarchischen Organisation. Nach dem Urteil von Herbert Römer, dem BDJ-Landesführer Hamburg/Schleswig-Holstein und letzten Bundesvorsitzenden hatte „die Masse der Mitglieder keine Ahnung“ von dem konspirativen Vorgehen.
Aus Anlass der Wahlerfolge der Sozialistischen Reichspartei (SRP) erschien Mitte 1952 unter dem Titel „…und morgen die ganze Welt! Der Neofaschismus und die Neofaschisten“ eine offizielle Kritik und Auseinandersetzung mit dem Rechtsextremismus. Argumentiert wurde hier überwiegend totalitarismustheoretisch, indem Faschismus und Bolschewismus gleichgesetzt wurden. Im Bestreben nach Neutralisierung der Bundesrepublik sah der BDJ Interessenidentität zwischen SRP und Sowjetunion, ein Bestreben, welches die Einbeziehung der Bundesrepublik in das westliche Bündnis behinderte. Der „Antifaschismus“ des BDJ beruhte also nicht auf einer wirklichen Ablehnung der faschistischen Ideologie, sondern den Interessen seiner amerikanischen Geldgeber und Hintermänner.
Auch wenn der BDJ kein offen rechtsextremes Programm hatte und offiziell neofaschistische Tendenzen unerwünscht waren, traten diese nach Angaben des damaligen hessischen Ministerpräsidenten Georg-August Zinn gegenüber dem Landtag „häufig hervor“. Als Indizien für die rechtsextreme Ausrichtung können der militante Antikommunismus, einzelne aktenkundig gewordene antisemitische Äußerungen von BDJ-Funktionären in Hamburg und Schleswig-Holstein, Hinweise auf rechtsextreme Tendenzen in den Verfassungsschutzberichten der Länder und vor allem das gezielte Anwerben ehemaliger Soldaten der Waffen-SS und NSDAP-Funktionäre gewertet werden.

## Organisation
Der Vorstand des BDJ setzte sich aus Bundesführer, stellvertretender Bundesführer, Schriftführer und Kassenwart zusammen. Die Organisation selbst war in fünf Hauptabteilungen gegliedert (Politik, Organisation, Verwaltung, Jugendfragen und Sozialarbeit), wobei jede Hauptabteilung mindestens drei Unterabteilungen aufwies.
Der BDJ gab drei Publikationen heraus, den Informationsdienst, die Arbeitshefte des BDJ und Unsere Generation. Man unterschied bei der Mitgliedschaft zwischen Junggruppen (14–17 Jahre) und Mädel- und Jungengruppen (über 18 Jahre).
Landesverbände bestanden in Bayern, Bremen, Franken, Hamburg/Schleswig-Holstein, Hessen, Niedersachsen, Nordrhein-Westfalen, Rheinland-Pfalz und Württemberg-Baden.
Eine Auswertung der biografischen Daten des Führungskaders durch das Autorenpaar Peter Dudek und Hans-Gerd Jaschke ergab ein für eine Jugendgruppe bemerkenswert hohes Alter der BDJ-Funktionäre. Auffällig war demnach auch eine Überdominanz ehemaliger Offiziere, von denen nach 1945 keiner in seinem alten Beruf weiterarbeiten konnte. Der Historiker Ernst Nolte schätzte den BDJ als „eine antikommunistische Organisation, in der ehemalige Offiziere, ehemalige Nationalsozialisten und auch einige Kommunisten sich zusammengefunden hatten, um ein Gegengewicht gegen die in den frühen Fünfzigerjahren sehr starke und aktive ‚Freie Deutsche Jugend‘ zu bilden“ ein.
Nach Eigendarstellungen des BDJ war die Gesamtmitgliederzahl im September 1950 16.000, Anfang 1951 17.500. Das hessische Innenministerium sprach dagegen von einer Mitgliedstärke von nur rund 700. Das hessische Landesamt für Verfassungsschutz stellte in einem Bericht vom 19. Dezember 1950 fest, dass die größte Resonanz des BDJ in akademischen und ehemaligen Offizierskreisen der jüngeren Generation bestanden hätte. Die meisten Teilnehmer der Partisanenausbildung waren zwischen 30 und 45 Jahren alt.
Einer der bekanntesten Rekrutierer für den BDJ war Klaus Barbie.

## Finanzierung

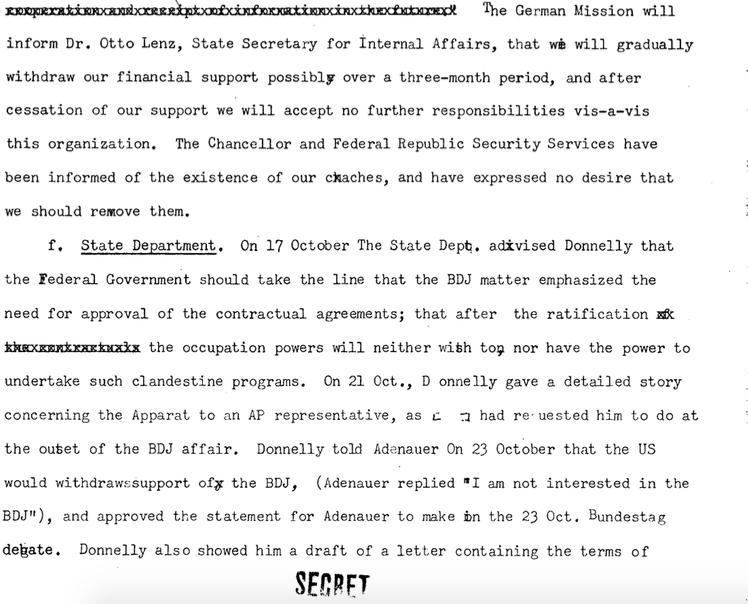
Entwurf eines CIA-Reports zur BDJ-Finanzierung (Ausschnitt)

Beim Eintrag in das Vereinsregister am Amtsgericht in Frankfurt 1950 wurde ein Vereinsvermögen von 1,7 Millionen DM angegeben.
Die Finanzierung des BDJ und seines Technischen Dienstes erfolgte in erster Linie und in erheblichem Umfang durch amerikanische Dienststellen.
Der damalige hessische Innenminister stellte fest, dass darüber hinaus weitgehend Firmen, die mit amerikanischem Kapital arbeiteten und durch amerikanische Armee-Stellen beeinflusst wurden, den BDJ unterstützten. Bei monatlichen Einnahmen von 80.000 DM im Jahr 1950 schloss das Innenministerium, unter Abzug der Mitgliedsbeiträge, auf Spenden in Höhe von monatlich 40.000 bis 50.000 DM.
Insgesamt wurden drei Quellen der Fremdfinanzierung identifiziert, neben US-Dienststellen und Industriekreisen auch Bundesbehörden. So erhielt der BDJ vom Bundesministerium für gesamtdeutsche Fragen 1952 für sein Pfingsttreffen 10.000 DM.

## Politische Aktivität
Analog der von Lüth propagierten Partisanentaktik gab es eine Zweiteilung im politischen Tagesgeschäft. Eine Mehrheit der BDJ-Mitglieder engagierte sich nach traditionellen Prinzipien bündischer Jugendarbeit, ohne Wissen der konspirativen Bestrebungen einer Führungselite, die eine rechtsextreme Partisanenorganisation mit Strukturmerkmalen der Freikorps aufbaute. Dazu gehörten Freizeitaktivitäten wie Zeltlager, Sport oder Musizieren sowie die Organisation von Fahrten und die Teilnahme an den Weltjugendfestspielen. Hinzu kamen die Teilnahme beziehungsweise Durchführung von Kundgebungen und die Verteilung von Hand- und Klebezetteln. Auf der ersten Jahreshauptversammlung des BDJ am 6. Mai 1951 wurde verkündet, dass der Bund innerhalb von elf Monaten bundesweit 2,4 Millionen Flugblätter und Klebezettel verteilt und 215.000 Plakate geklebt hätte. Beispielsweise brachten BDJ-Aktivisten im Sommer 1950 des Nachts Aufkleber mit der Aufschrift „Ich bin ein Landesverräter – ich unterstütze die Kommunisten“ an Schaufenstern von Läden an, deren Inhaber sie verdächtigten, der KPD nahezustehen.
Bundesweite Resonanz gab es auf Zwischenfälle wie das BDJ-Pfingsttreffen vom 31. Mai bis zum 2. Juni 1952 in Frankfurt. Die Bundestagsabgeordneten August-Martin Euler (FDP) und Kurt Georg Kiesinger (CDU) traten dort als Hauptredner auf. Bei Auseinandersetzungen mit der Polizei wurden zehn Teilnehmer festgenommen, unter ihnen der BDJ-Funktionär Friedhelm Busse.
Zum konspirativen Tagesgeschäft gehörte die unmittelbare Partisanen-Ausbildung, welche in enger Zusammenarbeit mit amerikanischen militärischen Dienststellen erfolgte. So fanden etwa Lehrgänge auf dem amerikanischen Truppenübungsplatz Grafenwöhr statt, die militärische Ausbildung, politische Schulung und den Umgang mit Waffen beinhalteten. Der Technische Dienst unterhielt außerdem einen Nachrichtendienst, der Listen und Karteien über politische Gegner und Politiker anlegte. Der Präsident des Bundesverfassungschutzes konstatierte im November 1952, dass die Personenblätter „in Anlage und Aufbau jenen glichen, wie sie das Bundesamt für Verfassungsschutz verwende“.

## Aufdeckung und Verbotsverfahren
Das hessische Landesamt für Verfassungsschutz beobachtete den BDJ, schätzte diesen jedoch nicht als gefährlich ein. Im Dezember 1950 beschrieb es den BDJ als „stark rechts ausgerichtete Truppe“, die aber jede Art von Rechtsradikalismus ablehne und „vorerst (…) keine akute Gefahr“ darstelle. Auch ein Jahr später urteilte das Landesamt in seinem Bericht an den Bundesverfassungsschutz: „Eine akute Gefahr ist bei dem BDJ nicht erkennbar, wenngleich Ton und Inhalt des Propaganda- und Schulungsmaterials ein Abschwenken nach einer rechtsradikalen Linie durchaus möglich erscheinen lassen.“
Am 9. September 1952 stellte sich der BDJ-Funktionär und frühere SS-Hauptsturmführer Hans Otto, der unter anderem für das Anlegen der „schwarzen Listen“ zuständig war, der Frankfurter Kriminalpolizei und sagte detailliert über den militanten Charakter der Organisation aus. Diesem Geständnis verdankten die Behörden hauptsächlich ihre Kenntnis über die paramilitärische Aktivität des BDJ. Bei einer Razzia örtlicher Polizeieinheiten in den Räumen des BDJ stellte sich heraus, dass die USA die Organisation mit einer monatlichen Summe von 50.000 DM finanziert sowie mit Waffen, Munition und Sprengstoff beliefert hatten. In Wald-Michelbach im Odenwald fand man ein Waffenlager mit Maschinengewehren, Granaten, leichten Artilleriegeschützen und Sprengstoff. Die Auswertung der beschlagnahmten Unterlagen förderten zudem „schwarze Listen“ mit 40 deutschen Führungspersönlichkeiten – hauptsächlich Politiker der SPD – zutage, die man als nicht zuverlässig antikommunistisch eingestuft hatte und die am „Tag X kaltgestellt“ bzw. „aus dem Verkehr gezogen“ werden sollten. Ob damit ihre Ermordung oder bloß eine Internierung gemeint war, lässt sich aus den Dokumenten nicht mit letzter Sicherheit ermitteln. Unter ihnen befanden sich Herbert Wehner, der damalige SPD-Parteichef Erich Ollenhauer, der hessische Innenminister Heinrich Zinnkann und die Oberbürgermeister von Hamburg und Bremen. Um im Ernstfall einen möglichst effizienten Zugriff auf diese Personen zu ermöglichen, hatte der BDJ bereits Mitglieder in die SPD geschleust.
Die Bundesanwaltschaft leitete das Ermittlungsverfahren. Vier verhaftete BDJ-Funktionäre ließ sie auf Anweisung des Bundesministeriums für gesamtdeutsche Fragen wieder frei. Am 2. Oktober 1952 gaben US-Stellen erstmals zu, den BDJ unterstützt zu haben, behaupteten aber, die Förderung bereits ein halbes Jahr zuvor eingestellt und von der weiteren Existenz der Organisation nichts gewusst zu haben. Es wurde eine deutsch-amerikanische Untersuchungskommission eingesetzt. Deren Arbeit wurde jedoch von amerikanischer Seite behindert. Am 17. November wurde ihre Arbeit suspendiert. Offizielles Ermittlungsergebnis war, dass die USA die illegalen Tätigkeiten des TD nicht gekannt hätten.
Der CIC übernahm die von der deutschen Polizei inhaftierten BDJ-Mitglieder und verweigerte im Folgenden den Zugriff der deutschen Behörden, die beabsichtigten, Anklagen aufgrund unerlaubten Waffenbesitzes und geplanten Mordes zu erheben. CIC-Agenten beschlagnahmten weiterhin alle noch verfügbaren Unterlagen und verweigerten die Übergabe an die deutschen Behörden.
Infolge der in Deutschland eingeleiteten Untersuchungen des Falles gestanden US-Behörden ein, den BDJ für die Ausbildung von Guerilla-Kämpfern für einen eventuellen Krieg mit der Sowjetunion finanziert und unterstützt zu haben.
Am 7. Januar 1953 wurde der BDJ zunächst in Hessen als verfassungswidrige rechtsextreme Organisation verboten. Bis Februar 1953 folgten die Verbote des Technischen Dienstes und weiterer Landesverbände.